# Spelen för små stater i Europa

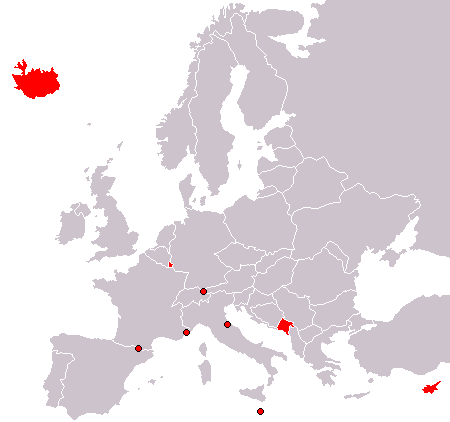
Medlemsländer

Spelen för små stater i Europa (på engelska: The Games of the Small States of Europe (GSSE)) är en idrottstävling för Europas mikrostater som hålls vartannat år. Spelen ägde rum första gången 1985 på initiativ av San Marino, och har organiserats av de nationella olympiska kommittéerna hos åtta mikrostater sedan dess. Spelen hålls numera i juni, och innehåller nio av de olympiska sporterna.

## Medlemsländer
Spelen anordnas av Europeiska Olympiska Kommittén (EOC). Sedan grundandet i samband med olympiska sommarspelen 1984 till 2009 var antalet medlemsländer åtta; 2009 tillkom Montenegro. Alla länderna har en population på mindre än en miljon människor (med undantag av Cypern, som dock hade under en miljon invånare 1984). De deltagande länderna är:
- Andorra
- Cypern
- Island
- Liechtenstein
- Luxemburg
- Malta
- Monaco
- Montenegro*
- San Marino

(*) Montenegro blev det nionde landet att ingå i GSSE den 1 juni 2009
 Färöarna söker för att få delta i spelen. Dock är Färöarna ingen suverän stat som de andra länderna, och Färöarna har inte heller någon nationell olympisk kommitté.

## Spelen sedan 1985
| Upplaga | År   | Tävlingsdatum   | Värd                     | Plats         | Länder                                                        | Sporter                                                       | Idrottare                                                     |
| ------- | ---- | --------------- | ------------------------ | ------------- | ------------------------------------------------------------- | ------------------------------------------------------------- | ------------------------------------------------------------- |
| 1:a     | 1985 | 23–26 maj       | San Marino               | San Marino    | 8                                                             | -                                                             | 222                                                           |
| 2:a     | 1987 | 14–17 maj       | Monaco                   | Monaco        | 8                                                             | -                                                             | 468                                                           |
| 3:e     | 1989 | 17–20 maj       | Nicosia                  | Cypern        | 8                                                             | -                                                             | 675                                                           |
| 4:e     | 1991 | 21–25 maj       | Andorra la Vella         | Andorra       | 8                                                             | -                                                             | 697                                                           |
| 5:e     | 1993 | 25–29 maj       | Valletta                 | Malta         | 8                                                             | -                                                             | 690                                                           |
| 6:e     | 1995 | 29 maj – 3 juni | Luxemburg                | Luxemburg     | 8                                                             | -                                                             | 684                                                           |
| 7:e     | 1997 | 2–7 juni        | Reykjavik                | Island        | 8                                                             | -                                                             | 714                                                           |
| 8:e     | 1999 | 24–29 maj       | Vaduz                    | Liechtenstein | 8                                                             | -                                                             | 566                                                           |
| 9:e     | 2001 | 29 maj – 2 juni | San Marino               | San Marino    | 8                                                             | -                                                             | 658                                                           |
| 10:e    | 2003 | 2–7 juni        | Valletta                 | Malta         | 8                                                             | 10                                                            | 765                                                           |
| 11:e    | 2005 | 30 maj – 4 juni | Andorra la Vella         | Andorra       | 8                                                             | 10                                                            | 793                                                           |
| 12:e    | 2007 | 4–9 juni        | Monaco                   | Monaco        | 8                                                             | 12                                                            | 786                                                           |
| 13:e    | 2009 | 1–6 juni        | Cypern (3 städer)        | Cypern        | 8                                                             | 12                                                            | 843                                                           |
| 14:e    | 2011 | 30 maj – 4 juni | Liechtenstein (9 städer) | Liechtenstein | 9                                                             | 9                                                             | 750                                                           |
| 15:e    | 2013 | 27 maj – 1 juni | Luxemburg                | Luxemburg     | 9                                                             | 12                                                            | 762                                                           |
| 16:e    | 2015 | 1 – 6 juni      | Reykjavik                | Island        | 9                                                             | 11                                                            | 789                                                           |
| 17:e    | 2017 | 29 maj – 3 juni | San Marino               | San Marino    | 9                                                             | 11                                                            | 889                                                           |
| 18:e    | 2019 | 27 maj – 1 juni | Budva                    | Montenegro    | 9                                                             | 10                                                            | 846                                                           |
| 19:e    | 2021 | –               | Andorra la Vella         | Andorra       | Inställd då spelen sammanföll med olympiska sommarspelen 2020 | Inställd då spelen sammanföll med olympiska sommarspelen 2020 | Inställd då spelen sammanföll med olympiska sommarspelen 2020 |
| 19:e    | 2023 | 28 maj – 3 juni | Valletta                 | Malta         | 9                                                             | -                                                             | -                                                             |
| 20:e    | 2025 | –               | Andorra la Vella         | Andorra       | -                                                             | -                                                             | -                                                             |
| 21:e    | 2027 | –               | Monaco                   | Monaco        | -                                                             | -                                                             | -                                                             |

## Lista över sporter
Vid spelen för små stater i Europa 2013 fanns 11 sporter representerade (med både herrars och damers klasser):
- Friidrott
- Basket
- Beachvolleyboll
- Cykling
- Gymnastik
- Judo
- Skytte
- Simning
- Bordtennis
- Tennis
- Volleyboll

## Medaljtabell
Uppdaterad efter spelen för små stater i Europa 2019:
| Nr                  | Nation              | Guld | Silver | Brons | Totalt |
| ------------------- | ------------------- | ---- | ------ | ----- | ------ |
| 1                   | Island (ISL)        | 498  | 380    | 381   | 1259   |
| 2                   | Cypern (CYP)        | 489  | 425    | 369   | 1283   |
| 3                   | Luxemburg (LUX)     | 395  | 398    | 370   | 1163   |
| 4                   | Monaco (MON)        | 134  | 161    | 240   | 535    |
| 5                   | Malta (MLT)         | 73   | 144    | 202   | 419    |
| 6                   | Liechtenstein (LIE) | 73   | 78     | 100   | 251    |
| 7                   | San Marino (SMR)    | 62   | 113    | 148   | 323    |
| 8                   | Montenegro (MNE)    | 50   | 18     | 38    | 106    |
| 9                   | Andorra (AND)       | 48   | 93     | 129   | 270    |
| Totalt (9 nationer) | Totalt (9 nationer) | 1822 | 1810   | 1977  | 5609   |